# 駅から5分
『駅から5分』（えきからごふん）は、くらもちふさこによる日本の漫画作品。
『コーラス』（現『Cocohana』、集英社）に不定期に連載されていたが、本作のスピンオフ作品「花に染む」の連載のために一時中断され作品完結後、「駅から5分」最終回が発表された。単行本全3巻。文庫全2巻。最終回のみ「花に染む」8巻（最終巻）に収録されている。
花染町を舞台に住人たちの交流が描かれている。

## 登場人物

### 花染小学校
保田 るり（やすだ るり）
両親が不仲で離婚寸前（離婚届にはサイン済みだが、るりの仮病が原因でうやむやになった模様が窺える）。神社の境内で圓城に、枝に引っかかった風船を取ってもらう。同じ学校の藤巻くんのことが好き。
藤巻（ふじまき）
家族からは「まあくん」と呼ばれている。藤巻よし子は姉。

### 花染中学校
藤巻 よし子（ふじまき よしこ）
生徒会執行部、クラス委員のしっかり者。沢田に告白される。圓城に憧れ、圓城の傍にいるために生徒会役員に立候補し、同じ高校に入りたくて一生懸命勉強をしていた。
沢田（さわだ）
キレやすい性格で危険分子として恐れられていた。よし子に告白した日に、交通事故に遭い、記憶喪失になる。退院後はかなり人柄が変わってしまった。
丹野 祐実（たんの ゆみ）
沢田のクラスメイト。沢田からは「たんつぼ」と呼ばれいじめられていた。

### 花染高校
圓城 陽大（えんじょう はると）
生徒会長。花染神社の神主の息子。中学時代も生徒会長だった。弓道をたしなむ。
赤松（あかまつ）
生徒会書記。「レッドれんじゃー」というハンドルネーム(HN)で花染町BBS(電子掲示板)に参加。父親の転勤を機に一人暮らしを始める。妹が1人いる。
入谷（いりや）
生徒会役員の一人。ロボットオタク。HNはユリア。
ジャラ
生徒会役員の一人。

### 花染町内
青野（あおの）
36歳。山野野生子とは幼なじみ。16歳の時に東京へ引っ越していった。現在、花染派出所に勤務している。丹野祐実の実父かつ元父親（離婚で生別）。
水野 楼良（みずの ろうら）
茴香（ういきょう）女子大学に通う。母親の前世はマリー・アントワネットで、自分はオーロラ姫の生まれ変わりだと思っている。あだ名は「姫」、HNはプリンセス。プリンスラインの男子が理想で、圓城陽大に一目惚れし、何とか友達になることができた。もっと親しくなりたいと願い、雛のアドバイスでそれまでの派手なスタイルを止める。
圓城 雛（えんじょう すう）
陽大の姉。茴香女子大学の学生。弓道部所属。宇宙語を喋り、人前で化粧をする同級生たちを軽蔑している。陽大は戸籍上は従弟である。

### その他
山根 野生子（やまね のぶこ）
36歳。長野県の田舎町の役場に勤めている。極度の方向音痴。青野に会いに行った際、乗っていたタクシーが事故を起こす。その事故の被害者が沢田。
チャキポン
かつて流行したアニメのキャラクター。
外山 りお（とやま りお）
声優。チャキポンに声を当ててブレイクしたが、最近はあまり仕事がない。高校時代は舞台俳優を目指していた。
冬柴 佐和（ふゆしば さわ）
声優。りおの後輩。りおが売れていた時代はほとんど売れていなかったが、雑誌に登場してから有名になった。

## 書誌情報
- くらもちふさこ 『駅から5分』 集英社〈クイーンズコミックス〉
  1. 2007年11月19日発売、ISBN 978-4-08-865439-3
  2. 2008年09月19日発売、ISBN 978-4-08-865498-0
  3. 2009年11月19日発売、ISBN 978-4-08-865566-6